# La Main gauche
La Main gauche est un recueil de nouvelles de Guy de Maupassant, paru en 1889 chez l'éditeur Paul Ollendorff.

## Historique
La Main gauche est l'avant-dernier recueil de contes publié du vivant de Guy de Maupassant. Il reprend des nouvelles parues de mai 1887 à mars 1889, annoncé à la Bibliographie de France du 23 février 1889 sous le titre Les Maîtresses.

## Nouvelles
Le recueil est composé des onze nouvelles suivantes :
- Allouma (1889)
- Hautot père et fils (1889)
- Boitelle (1889)
- L'Ordonnance (1887)
- Le Lapin (1887)
- Un soir (1889)
- Les Épingles (1888)
- Duchoux (1887)
- Le Rendez-vous (1889)
- Le Port (1889)
- La Morte (1887)

## Réception critique
« Guy de Maupassant vient de publier un nouveau volume sous ce titre : La Main gauche. Ce titre dit assez que, dans ce livre, l'auteur de Pierre et Jean raconte des liaisons qui n'ont rien de légitime. Avec son observation d'une psychologie si pénétrante, Guy de Maupassant a fixé des types féminins d'une perversité et d'une complexité déroutantes. Le livre est d'une grande variété et, à côté de la note mélancolique, contient des aventures alertes et gaies, toutes empreintes du charme personnel aux héroïnes de l'auteur.